# Thiruvennainallur
Thiruvennainallur là một thị xã panchayat của quận Viluppuram thuộc bang Tamil Nadu, Ấn Độ.

## Nhân khẩu
Theo điều tra dân số năm 2001 của Ấn Độ, Thiruvennainallur có dân số 8517 người. Phái nam chiếm 50% tổng số dân và phái nữ chiếm 50%. Thiruvennainallur có tỷ lệ 68% biết đọc biết viết, cao hơn tỷ lệ trung bình toàn quốc là 59,5%: tỷ lệ cho phái nam là 77%, và tỷ lệ cho phái nữ là 59%. Tại Thiruvennainallur, 12% dân số nhỏ hơn 6 tuổi.